# Let Me Love You Like a Woman
"Let Me Love You Like a Woman" é uma canção gravada pela cantora e compositora norte-americana Lana Del Rey para seu sétimo álbum de estúdio, Chemtrails Over the Country Club (2021). Del Rey compôs a canção com auxílio de Jack Antonoff, que também produziu a faixa. Foi lançada em 16 de outubro de 2020 pela Interscope e Polydor Records.

## Antecedentes
O título da canção foi relevado em uma entrevista para a revista Q Magazine em outubro de 2019. Sobre a música, Del Rey explicou o seguinte: "Essa música tem algo de especial. Eu sinto que vai ser muito importante, mas eu não sei o motivo ainda. É aí que a magia começa." 
Em julho de 2020, alguns rumores que começaram no fórum ATRL sobre a canção ter sido incluída na tracklist final do Chemtrails Over the Country Club. Cerca de um mês depois, Del Rey anunciou em seu Instagram que a música seria lançada como single, antes do lançamento do álbum.  
Um trecho da canção vazou na Internet no dia 22 de setembro de 2020. No dia 11 de outubro, a música passou a ser reconhecida pelo aplicativo de identificação de música Shazam; no entanto, a música foi retirada do aplicativo no dia seguinte. A canção foi posteriormente lançada para o mundo todo, no dia 16 de outubro de 2020. 